# Резерва (Парана)
Резерва (порт. Reserva) — муниципалитет в Бразилии, входит в штат Парана. Составная часть мезорегиона Восточно-центральная часть штата Парана. Входит в экономико-статистический микрорегион Телемаку-Борба. Население составляет 23 973 человека на 2006 год. Занимает площадь 1635,025 км². Плотность населения — 14,7 чел./км².
Праздник города — 26 марта.

## История
Город основан в 1921 году.

## Статистика
- Валовой внутренний продукт на 2003 год составляет 149 934 326,00 реалов (данные: Бразильский институт географии и статистики).
- Валовой внутренний продукт на душу населения на 2003 год составляет 6253,78 реалов (данные: Бразильский институт географии и статистики).
- Индекс развития человеческого потенциала на 2000 год составляет 0,646 (данные: Программа развития ООН).

## География
Климат местности: субтропический. В соответствии с классификацией Кёппена, климат относится к категории Cfa.